# Mihail Sediankov
Mihail Sediankov (né le 4 août 1982) est un skieur alpin bulgare.
Il a participé aux Jeux olympiques d'hiver de 2006.